# 4294967295
4294967295是一个介于4294967294和4294967296之间的自然数。

## 在數學中
- 合數，正因數有1、3、5、15、17、51、85、255、257、771、1285、3855、4369、13107、21845、65535、65537、196611、327685、983055、1114129、3342387、5570645、16711935、16843009、50529027、84215045、252645135、286331153、858993459、1431655765和4294967295。
質因數分解為{\displaystyle 3\times 5\times 17\times 257\times 65537}。
- 虧數，真因數和為3009636033，虧度為1285331262。
- 不尋常數，大於平方根的質因數為65537。
- 無平方數因數的數。
- 十进制的奢侈數。

## 计算机科学
4294967295的数值是{\displaystyle 2^{32}-1}，表示为二进制则为11111111111111111111111111111111(32個1)，在运行32位元和64位元系统的计算机中是无符号长整形数所能表示的最大值，亦是运行32位元系统的计算机中所能表示的最大自然数。